# Frank Auerbach
Frank Helmut Auerbach (geboren 29. April 1931 in Berlin; gestorben 11. November 2024 in London) war ein britischer Maler deutscher Herkunft.

## Leben
Frank Auerbach wurde als Sohn eines Patentanwalts in einem liberalen, assimilierten jüdischen Elternhaus in Berlin geboren; seine Mutter hatte Kunst studiert. Ein Cousin war der Literaturkritiker Marcel Reich-Ranicki. 1939 entschlossen sich die Eltern, ihren Sohn Frank mit einem Kindertransport nach Großbritannien zu schicken. Unterstützt von der Schriftstellerin Iris Origo verließ der noch nicht achtjährige Junge mit fünf weiteren jüdischen Kindern Deutschland von Hamburg aus per Schiff. Seine Eltern sah er nicht wieder – sie wurden Opfer des Holocaust. In Wilmersdorf in der Güntzelstraße 49 liegen je ein Stolperstein für Diplomingenieur Max Auerbach (* 1. April 1890 in Rawitsch), „deportiert 01.03.1943, Auschwitz“, und für Charlotte Auerbach, geb. Borchardt (* 12. August 1902 in Memel), „deportiert 03.03.1943, Auschwitz, ermordet 30.06.1943“.
Auerbach wuchs in England auf dem Land auf und besuchte die von Anna Essinger gegründete Bunce Court School in Otterden, Kent. Nach dem höheren Schulabschluss plante er zunächst ein Lateinstudium. Gleichzeitig spielte er Theater in verschiedenen kleinen Schauspieltruppen und besuchte Kunstkurse an einer Art Volkshochschule. 1947 wurde er britischer Staatsbürger.
Von 1948 bis 1955 studierte er Kunst, zunächst in einer Zeichenklasse des polnischen Malers David Bomberg, der ihn an das Werk Paul Cézannes heranführte. Nach einigen Semestern an der St. Martin’s School of Art schloss er seine Studien am Royal College of Art mit Auszeichnung ab und erhielt als Anerkennung für seine Leistungen eine Silbermedaille. Noch während seiner Studienzeit übernahm er von seinem Studienfreund, dem Maler Leon Kossoff, ein Atelier im Londoner Stadtbezirk Camden, Stadtteil Camden Town, wo er bis zu seinem Lebensende arbeitete. Erste Einzelausstellungen in London ab 1956 brachten Auerbach keinen nennenswerten Erfolg. Über viele Jahre musste er seinen Lebensunterhalt als Rahmenbauer und Kunstlehrer verdienen. Publikum und Kritik konnten mit seinen in extrem dicken Farbaufträgen herausgemeißelten Porträts wenig anfangen.
Mit der Zeit entwickelte sich der eigenwillige Maler zu einem Geheimtipp in der internationalen Kunstszene. Es folgten erste Ausstellungen auf dem europäischen Kontinent, u. a. 1973 in Mailand. Den Durchbruch als anerkannter Künstler schaffte Auerbach 1986 im Alter von 55 Jahren mit der Gestaltung des britischen Pavillons auf der Biennale Venedig: gemeinsam mit Sigmar Polke erhielt er den Goldenen Löwen. Heute gilt Frank Auerbach als einer der bedeutendsten Vertreter der figurativen Malerei in Großbritannien. Seine Werke sind in zahlreichen Sammlungen, wie zum Beispiel in der Londoner Tate Gallery, vertreten; 2001 ehrte ihn die Royal Academy mit einer großen Retrospektive. In Deutschland waren Arbeiten von ihm erst spät in öffentlichen Ausstellungen zu sehen, z. B. 2002/2003 im Kunstmuseum Wolfsburg zu sehen. 2015 zeigte das Kunstmuseum Bonn die bisher einzige große Retrospektive von Frank Auerbach.
Frank Auerbach galt als Workaholic. Er war eng mit den ebenfalls in London arbeitenden Malern Lucian Freud und R. B. Kitaj befreundet.
Der deutsche, in England lebende Schriftsteller W. G. Sebald veröffentlichte 1992 Die Ausgewanderten, die Schilderung von vier Flüchtlingsschicksalen aus der Zeit des Nationalsozialismus, die alle auf Biografien realer Personen beruhen, die letzte „Max Aurach“ auf der des Malers Frank Auerbach. 1996 erschien die englische Übersetzung (The Emigrants). Auerbach hatte die Genehmigung verweigert, dass seine Bilder in der englischen Ausgabe erscheinen. Sebald hatte sich im Recht gefühlt, die Lebensgeschichte von Auerbach zu adaptieren, weil er alles Material öffentlich zugänglichen Quellen entnommen habe, benannte aber das Kapitel um in „Max Ferber“ – so auch sein Titel in den späteren deutschen Ausgaben. Sebald: I withdraw if I get any sense of the person’s discomfort. („Ich nehme das [offensichtlich ist die Nennung des Namens Aurach gemeint] zurück, wenn ich merke, dass es der Person unangenehm ist“.)
Im November 2024 starb Auerbach im Alter von 93 Jahren.

## Werk
Auerbachs eigenwilliger Malstil lässt sich keiner Kunstrichtung eindeutig zuordnen: expressiv, aber nicht expressionistisch; exzessiv im Einsatz von Farbe, aber sparsam in der Wahl seiner Motive – seien es Personen, Stadtlandschaften oder Gebäude. Dabei hielt er an einer figurativen Malweise fest, ohne seinen Stil über die Jahrzehnte wesentlich verändert zu haben. Monate-, manchmal jahrelang arbeitete er an seinen Porträts, von ihm selber Köpfe genannt. Die Porträtierten – meist Frauen aus seinem persönlichen Umfeld und seine Ehefrau Julia – dienten ihm in langen Sitzungen als Modell in seinem Atelier, das er nur ungern und selten verließ. Für die Stadtlandschaften pflegte er Hunderte von stenogrammartigen Skizzen anzufertigen, die immer wieder verändert wurden. Gerne besuchte der Maler die Porträtsammlungen alter Meister in der Tate Gallery, die ihm als Inspiration für seine Köpfe dienten.
Im Malprozess wurden in Impasto-Technik aufgetragene Farblinien zu Armen, Beinen, Gesichtszügen oder Gebäudeteilen, die ihrerseits wieder die Führung des Malwerkzeugs beeinflussten. Dabei versuchte der Maler vor allem in den Porträts den inneren Wesenskern der Modelle gleichsam herauszukneten, was seine „Köpfe“ in die Nähe von Karikaturen rückt. Während der letzten Jahre hat sich der Maler allerdings bei seiner Farbwahl von den erdigen Farben der früheren Jahre lebendigeren Farbtönen zugewandt. Er schuf auch – sehr selten – Radierungen.
Kunsthistoriker stellen Frank Auerbach in eine Linie mit Chaim Soutine, Ernst-Ludwig Kirchner, Alberto Giacometti und Willem de Kooning, einige wegen der Vorliebe für pastosen Farbauftrag und einer ähnlich intimen Nähe zu den Modellen sogar mit Rembrandt. Frank Auerbach selbst sah sich als Einzelgänger jenseits aller Moden, als Robinson Crusoe der Kunstwelt. Vertreten wurde Frank Auerbach u. a. von der Galerie Marlborough Fine Art in London und New York.

## Ausstellungen
- 1987: Frank Auerbach, recent paintings and drawings: January – February 1987. Marlborough Fine Art, London.
- 2015: Frank Auerbach, Kunstmuseum Bonn.
- 2015/2016: Frank Auerbach, Tate Britain, London.[4][5]
- 2018: Frank Auerbach und Lucian Freud. Gesichter, Städel Museum, Frankfurt am Main.
- 2024: Frank Auerbach. The Charcoal Heads, The Courtauld, London.
- 2025: Frank Auerbach, Galerie Michael Werner, Berlin (bis 28. Juni).[6]